# Flings Owusu-Agyapong
Flings Joyner Owusu-Agyapong (* 16. Oktober 1988 in Kumasi) ist eine ghanaische Sprinterin, die sich auf den 100-Meter-Lauf spezialisiert.

## Sportliche Laufbahn
Erste internationale Erfahrungen sammelte Flings Owusu-Agyapong bei den Afrikameisterschaften 2010 in Nairobi, bei denen sie im 100-Meter-Lauf mit 12,00 s im Halbfinale ausschied und mit der ghanaischen 4-mal-100-Meter-Staffel in 45,40 s die Bronzemedaille hinter den Mannschaften aus Nigeria und Kamerun gewann. Im Jahr darauf nahm sie erstmals an den Afrikaspielen in Maputo teil, schied dort aber mit 11,88 s bereits in der ersten Runde aus. 2012 wurde sie bei den Afrikameisterschaften in Porto-Novo in 11,75 s Fünfte über 100 Meter und gewann in 44,35 s mit der Staffel die Silbermedaille hinter Nigeria. 2014 qualifiziere sie sich für die Hallenweltmeisterschaften in Sopot, bei denen sie mit 7,42 s im 60-Meter-Lauf aber in der Vorrunde ausschied. Anschließend erreichte sie bei den Commonwealth Games in Glasgow über 100 Meter das Halbfinale, in dem sie mit 11,55 s ausschied. Zudem wurde sie mit der ghanaischen Stafette im Vorlauf disqualifiziert. Daraufhin gewann sie bei den Afrikameisterschaften in Marrakesch in 44,06 s erneut die Bronzemedaille mit der Staffel hinter Nigeria und der Elfenbeinküste. Im Einzelbewerb wurde sie im Halbfinale disqualifiziert.
2015 gewann sie bei den Afrikaspielen in Brazzaville in 43,72 s die Silbermedaille hinter den Nigerianerinnen und wurde in 11,61 s Sechste über 100 Meter. Im Jahr darauf gewann sie bei den Afrikameisterschaften in Durban in 44,05 s die Silbermedaille mit der Staffel hinter der Mannschaft aus Südafrika und trat im Halbfinale über die Sprintdistanz nicht an. Zudem nahm sie auch an den Olympischen Spielen in Rio de Janeiro teil, bei denen sie in 11,43 s im Vorlauf ausschied. Auch mit der Staffel konnte sie sich in 43,37 s nicht für das Finale qualifizieren, wie auch bei den Weltmeisterschaften in London im Jahr darauf, bei denen 43,68 s nicht für den Finaleinzug reichten. 2018 schied sie bei den Hallenweltmeisterschaften in Birmingham mit 7,49 s in der ersten Runde aus. Anschließend nahm sie erneut an den Commonwealth Games im australischen Gold Coast teil, bei denen sie mit 11,60 s im Halbfinale ausschied. Zudem erreichte sie mit der ghanaischen 4-mal-100-Meter-Staffel in 43,64 s den fünften Rang. Bei den IAAF World Relays 2019 in Yokohama belegte sie in 44,77 s den siebten Platz mit der 4-mal-100-Meter-Staffel. Ende August nahm sie erneut an den Afrikaspielen in Rabat teil und belegte dort mit der Staffel in 47,24 s Rang acht.

## Persönliche Bestzeiten
- 100 Meter: 11,26 s (+0,3 m/s), 14. Mai 2016 in Clermont
  - 60 Meter (Halle): 7,18 s, 16. Januar 2015 in New York City (ghanaischer Rekord)
- 200 Meter: 23,28 s (+1,7 m/s), 9. April 2016 in Coral Gables
  - 200 Meter (Halle): 23,34 s, 12. Februar 2016 in Boston (ghanaischer Rekord)